# Elvis
Elvis je moško osebno ime.

## Izvor imena
Ime Elvis je po izvoru germansko. Nekateri razlagajo, da je nastalo iz starovisokonemških besed al, ki pomeni »ves, cel« in wis »moder, dober«. Drugi pa razlagajo, da je možna navezava na ime Elwin oziroma Alwin, ki sta zloženi iz starovisokonemških besed alb, alp v pomenu »škrat« in wini »prijatelj«.

## Različice imena
- moška oblika imena: Elviz
- ženska oblika imena:Elvisa

## Pogostost imena
- Ime Elvis in njegova ženska oblika sta v Slovenijo prišla v modo po smrti ameriškega pevca Elvisa Presleya. Leta 1994 je bilo v državi po podatkih iz knjige Leksikon imen Janeza Kebra 775 nosilcev tega imena.
- Po podatkih Statističnega urada Republike Slovenije je bilo na dan 31. decembra 2007 v Sloveniji število moških oseb z imenom Elvis 1000. Med vsemi moškimi imeni pa je ime Elvis po pogostosti uporabe uvrščeno na 165. mesto.[2]

## Osebni praznik
Elvisi lahko godujejo 4. junija, ko je v koledarju sv. Elvin, rojen na Irskem in škof v srednji Angliji (umrl okrog leta 550).

## Znane osebe
Elvis Presley, ameriški pevec in filmski igralec